# Toni Ortelli
Pour les articles homonymes, voir Ortelli.
Antonio « Toni » Ortelli, né le 25 novembre 1904 à Schio en Italie et mort le 3 mars 2000 dans la même ville, est un alpiniste chef d'orchestre et compositeur italien du Piémont.
Ortelli est bien connu pour sa chanson La Montanara (La Montagnarde en français) qu'il a composée en 1927 en étant en excursion dans les montagnes. Ortelli a écrit la mélodie et les paroles. Ensuite Luigi Pigarelli a ajouté des chœurs. La Montanara a été traduite dans 148 langues.